# Ousmane Berthé
Pour les articles homonymes, voir Berthé.
Ousmane Berthé est un footballeur malien né le 5 février 1987 à Bamako. Il évolue au poste de défenseur avec Jomo Cosmos.

## Carrière
- 2007-2008 : Centre Salif Keita ( Mali)
- 2008-201. : Jomo Cosmos ( Afrique du Sud)